# Валчелеле (Ботошани)
Валчелеле (рум. Vâlcelele) насеље је у Румунији у округу Ботошани у општини Браешти. Oпштина се налази на надморској висини од 194 m.

## Становништво
Према подацима из 2011. године у насељу је живело 59 становника.